# Sainte-Irène (Québec)
Pour les articles homonymes, voir Sainte-Irène.
Sainte-Irène est une municipalité de paroisse de plus de 300 habitants située dans l'est du Québec dans la vallée de la Matapédia au Bas-Saint-Laurent. C'est la deuxième plus grande municipalité de La Matapédia en superficie avec son territoire couvrant une surface de 12 000 hectares. Sainte-Irène grâce au centre de ski du parc régional de Val-d'Irène est un centre touristique important dans la région. Cette municipalité a été fondée en 1930.

## Toponymie

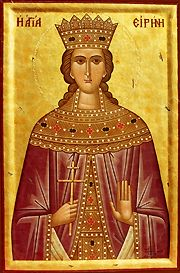
Icône de sainte Irène

Le toponyme de Sainte-Irène est en l'honneur d'Irène Sénécal qui fut l'épouse d'Hector Laferté qui était ministre de la Colonisation, de la Chasse et des Pêcheries de 1930 à 1934. Le bureau de poste de Sainte-Irène a porté le nom plus précis de Sainte-Irène-de-Matapédia. La sainte patronne représentée par le toponyme est Irène de Thessalonique, une vierge martyrisée en 304.
Les habitants sont nommés Iréniens et Iréniennes.

## Histoire
La première messe fut célébrée le 20 mars 1920. À cette époque, la vieille école du Rang 5 servait de presbytère et une chapelle temporaire fut construite. La mission de Sainte-Irène a été fondée en 1930 et faisait partie de la paroisse de Saint-Benoît-Joseph-Labre d'Amqui. En 1932, un important feu de forêt détruisit plusieurs hectares forestiers. La première chapelle permanente fut bâtie en 1933 à l'emplacement de l'église actuelle. En 1934, un incendie frappa à nouveau dans les forêts de Sainte-Irène. Le cimetière a été bénit le 6 septembre 1936. Le bureau de poste a été ouvert en 1937. La caisse populaire a été fondée le 12 juillet 1938. La paroisse catholique de Sainte-Irène a été érigée canoniquement en 1948. La même année, un autre feu de forêt toucha le territoire forestier de Sainte-Irène. La municipalité a été créée officiellement en 1953. L'église actuelle a été construite de 1957 à 1958.
Sainte-Irène a célébré son 75e anniversaire en 2008.

## Devise
La devise de Sainte-Irène est « Où le vent tourne à nos espérances ».

## Géographie
Sainte-Irène est située à 415 km au nord-est de Québec et à 360 km à l'ouest de Gaspé. Les villes importantes à proximité sont Rimouski à 100 km et Mont-Joli à 70 km à l'ouest, Matane à 65 km au nord ainsi que Amqui à 15 km à l'est.
On y retrouve un radar du réseau canadien de radars météorologiques qui couvre l'est du Québec (48° 28′ 49″ N, 67° 36′ 04″ O).

### Hameau

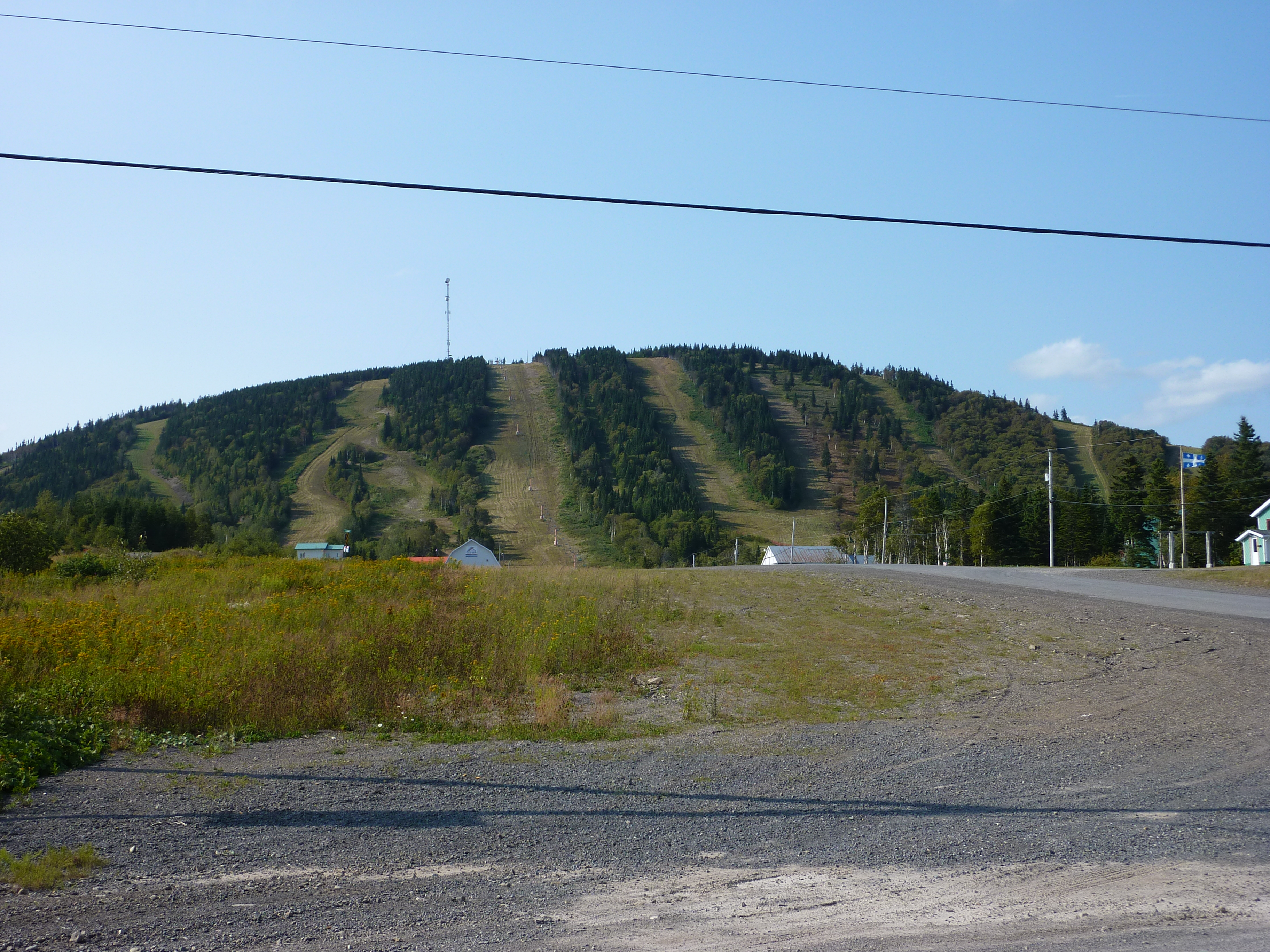
Le parc régional de Val-d'Irène en septembre 2009

- Val-d'Irène

## Hydrographie
Le territoire de la municipalité est drainé par le bassin versant de la rivière Matapédia (rivière Ristigouche).
À partir de son crénon, dans le centre-nord, la rivière Saint-Pierre coule vers le nord.
À partir de son crénon, dans le nord-est, la rivière Tobégote coule vers le sud-est.
Sainte-Irène

## Démographie
| 1991 | 1996 | 2001 | 2006 | 2011 | 2016 | 2021 |
| ---- | ---- | ---- | ---- | ---- | ---- | ---- |
| 343  | 352  | 323  | 350  | 341  | 327  | 369  |

La population de Sainte-Irène était de 350 habitants en 2006 et de 323 habitants en 2001. Cela correspond à une croissance démographique de 8,4 % en cinq ans. Toute la population de Sainte-Irène a le français en tant que langue maternelle. 12,6 % de la population maitrise les deux langues officielles du Canada. 2,8 % de la population est immigrante.
35 % de la population âgée de 15 ans et plus de Sainte-Irène n'a aucun diplôme d'éducation. 42 % de cette population n'a que le diplôme d'études secondaires ou professionnelles. 10,5 % de cette population a un diplôme universitaire du niveau baccalauréat ou plus.

## Administration municipale
Les élections municipales ont lieu à tous les quatre ans et sont effectuées en bloc sans division territoriale.
| mandat      | fonction | nom            |
| ----------- | -------- | -------------- |
| 2013 - 2017 | maire    | Alain Gauthier |

| Sainte-Irène Maires depuis 2001                                                                                       |                    |         |          |
| Élection | Maire              | Qualité | Résultat |
| 2001 | Gaétan Ouellet     |         | Voir     |
| 2005 | Alain Duchemin     |         | Voir     |
| 2009 | Alain Duchemin     | Voir    |          |
| n/d | Alain Gauthier     |         | Voir     |
| 2013 | Alain Gauthier     | Voir    |          |
| 2017 | Jérémie Gagnon     |         | Voir     |
| avr. 2021 | Sébastien Lévesque |         | Voir     |
| 2021 | Sébastien Lévesque | Voir    |          |
| Élection partielle en italique Depuis 2005, les élections sont simultanées dans toutes les municipalités québécoises. |                    |         |          |

## Représentations politiques
Québec : Sainte-Irène fait partie de la circonscription provinciale de Matapédia. Lors de l'élection générale québécoise de 2008, la députée sortante Danielle Doyer, du Parti québécois a été réélue pour représenter la population de Sainte-Irène à l'Assemblée nationale.
 Canada : Sainte-Irène fait partie de la circonscription fédérale de Haute-Gaspésie—La Mitis—Matane—Matapédia. Lors de l'élection fédérale canadienne de 2008, le député sortant Jean-Yves Roy, du Bloc québécois, a été réélu pour représenter la population de Sainte-Irène à la Chambre des communes.

## Économie
L'économie de Sainte-Irène tourne principalement autour de l'industrie forestière, l'agriculture, l'élevage bovin et ovin, le tourisme et la station de ski. La station de ski de Val-d'Irène aménagée en 1971 fait partie du parc régional de Val-d'Irène et comporte 26 pistes sur neige complètement naturelle sur le mont Val-d'Irène qui culmine à 685 m (48° 28′ 21″ N, 67° 34′ 20″ O). Il y a une scierie employant une quarantaine de personnes ainsi qu'une carrière. Le territoire forestier sous aménagement à Sainte-Irène couvre plus de 10 000 hectares. Des lois municipales ont été établies afin d'éviter la coupe abusive.
En 2012 et 2013, l'important parc éolien de Lac-Alfred, de 300 MW, a été construit sur le territoire de Sainte-Irène et des environs par la société REpower.
Les principaux commerces sont : Songe d'Aventures - Gîte et forfaits (un gîte du passant et un producteur en tourisme d'aventure) et le café-rencontre « Le Villageois » (offrant un service de dépanneur et de restauration rapide).

## Patrimoine
Un site historique est situé tout près du lac Martel où, en 1918, sept bûcherons sont morts de la grippe espagnole dans un camp. Une croix fut érigée en leur mémoire.

## Culture et société
La paroisse éponyme de Sainte-Irène est située de l'Archidiocèse de Rimouski et, plus précisément, de la région pastorale de La Matapédia. 

## Éducation
L'école primaire de Sainte-Irène est a été fermée en 2008 pour cause de manque d'élèves.

## Services
Les services postaux sont assurés par la présence d'un bureau de poste à Sainte-Irène. Le maître de poste est Nicole Lizotte Parent.

## Tourisme
Sainte-Irène fait partie de la région touristique de la Gaspésie dans la sous-région touristique de la vallée de la Matapédia.